# Elad
Elad (în ebraică:אלעד) este un oraș în Israel, în nordul ținutului Shfela în Districtul Central. A fost construit în anii 1990 pentru populația evreiască religioasă și mai ales, „ultraortodoxă” (haredim). Aflat la 25 km est de Tel Aviv și la 5 km sud de Rosh Haayin, pe șoseaua 444 dintre Rosh Haayin și Shoham, a avut în 2021 49.593 locuitori. Elad este singura localitate din Israel desemnată oficial ca muncipalitate religioasă și se intitulează „Orașul ieșivelor”   

## Numele
Elad înseamnă în ebraică "Dumnezeu pe veci", și era numele unei familii israelite din tribul antic Efraim, care, după cartea biblică Cronici I 7:21, a locuit în această zonă.

## Simbolul și lozinca orașului
Simbolul orașului Elad este un blazon în formă de trapez, care în partea superioară are o scobitură in forma de semicerc, care conferă blazonului forma de Cărțile Legii. Blazonul are un cadru albastru și un fond alb, cu raze. Sub numele orașului se află un arbore de Pistacia palaestina sau Pistacia israeliană, care se ridică de pe paginele unei cărți deschise. Copacul Pistacia reflectă stabilitate, putere și reziliență, și, în același timp, creștere și reînnoire. Cartea deschisa simbolizează Cartea Tora și caracterul ultraortodox (haredit) al localității.
Culoarea albastră reprezintă statul Israel, iar verdele - creșterea. 
Lozinca orașului este „Orașul ieșivelor apropiat de tine”

## Istoria
În secolele al XVIII-lea -al XIX-lea, in timpul dominației otomane, în acest loc se afla un sat arab Al-Muzayri'a. El ținea de plasa (Nahiye) Lidda (Lod). Satul a fost abandonat de locuitorii săi în cursul Războiului arabo-israelian din 1948-1949.
În 1990 din initiativa lui Ariel Sharon guvernul israelian a adoptat „Planul stelelor”  - construirea în apropierea ținutului Sharon, a unei serii de șapte, ulterior nouă, localități de-a lungul liniei verzi, care separă Israelul oficial de Cisiordania sau Malul de Vest. Spre deosebire de restul localităților - precum Tzur Igal, Bat Hefer, Lapid,Tzoran etc care au un profil rural și au fost populate de locuitori înstăriți, Elad a fost prevăzut să ofere soluții de locuit populației evreiești religioase, mai ales haredite sau ultraortodoxe, care se distinge printr-o mare natalitate. Apartamentele au fost construite pentru familii mari și s-a căutat la început facilitarea accesului la instituții de educație prin localizarea lor în imediata apropiere a locuințelor, pentru a evita nevoia utilizării transportului public.
Construcția orașului a fost încurajată în timpul guvernului Itzhak Rabin, iar în anii 1996-1998 s-au creat 3000 de unități de locuit.În 1998 Elad a fost recunoscut ca având statutul de consiliu local. Populatia a crescut într-un ritm frenetic. În localitate s-au instalat mii de israelieni haredim, dar și sioniști religioși, majoritatea de origine orientală, care au abandonat marea aglomerație unor alte orașe cu profil ultrareligios, precum Bnei Brak sau Modiin Ilit. În februarie 2008 a fost recunoscut ca oraș.  
La 5 mai 2022 de Ziua Independenței Israelului într-un parc din Elad doi palestineni au ucis prin înjunghiere patru locuitori evrei din oraș și au rănit alți patru.

## Demografie
Oficiul central israelian de statistică a furnizat datele următoare cu privire la numărul locuitorilor conform recensământului din 28 decembrie 2008:

| Anul                 | 2008   | 2016   |
| Numărul locuitorilor | 33.783 | 45.854 |

Locuitorii sunt în mare parte evrei ultraortodocși (haredim) - orientali (inclusiv hasidim), așkenazi (inclusiv "lituanieni" și hasidim), de asemena evrei adepți ai sionismului religios (național-religioși). Cele mai mari comunități din oraș sunt cele ale hasidismului Habad, hasidismului Vijnița (Vizhnitz), ai hasidismului Tzanz și Nadvorna-Elad (având curtea unui mare rabin (admor) al său în oraș). 
Șef rabinii orașului sunt Shlomo Zalman Grossman (așkenaz „lituanian”) și Mordekhai Malka (sefard). În fruntea obștii național-religioase stă rabinul Avraham Nahshon.
Orasul are o rată din cele mai mari de creștere a populației: 0,8% anual. Densitatea este de 18 locuitori pe km pătrat.
Salariul mediu lunar a fost in 2019 de 6.219 shekeli (față de media pe țară 9.745 shekeli)
În 2019-2020 28,3% din elevi au fost eligibili pentru diploma de bacalaureat.
| Vârsta (în ani) | Procentul de populație % |
| --------------- | ------------------------ |
| 0-4             | 29,3%                    |
| 5-9             | 17,8%                    |
| 10-14           | 7,0%                     |
| 15-19           | 4,2%                     |
| 20-29           | 20,3%                    |
| 30-44           | 16,4%                    |
| 45-59           | 3,9%                     |
| peste 60        | 1,0%                     |

## Economie
La Elad se află centru de sprijin tehnic al companiei Daronet din Ramat Gan, angajații fiind femei ultraortodoxe. În 2012 compania Daronet a semnat un contract de vanzare cu compania de energie Yanar din Arabia Saudită

## Transport

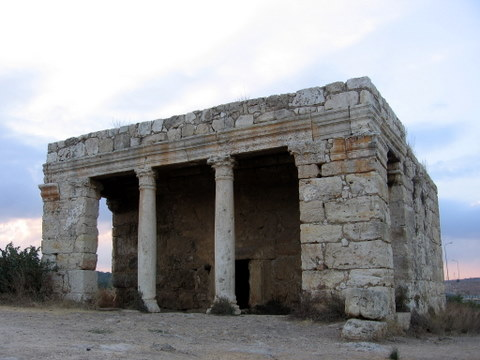
Mausoleul roman Mazor

Transportul public cuprinde linii de autobus urbane, precum si interurbane care leaga zilnic Elad de Bnei Brak, Petah Tikva, celelalte orașe din Gush Dan,  Ierusalim, etc. de asemenea câteva linii pentru weekend. Din 2016 compania principală de autobuse este Kavim, care va fi înlocuită din 2023 de compania Metropolin.
În 2019 s-a inițiat construirea la vest de oraș a gării feroviare Elad care va fi gata în 2026.

## Învățământ

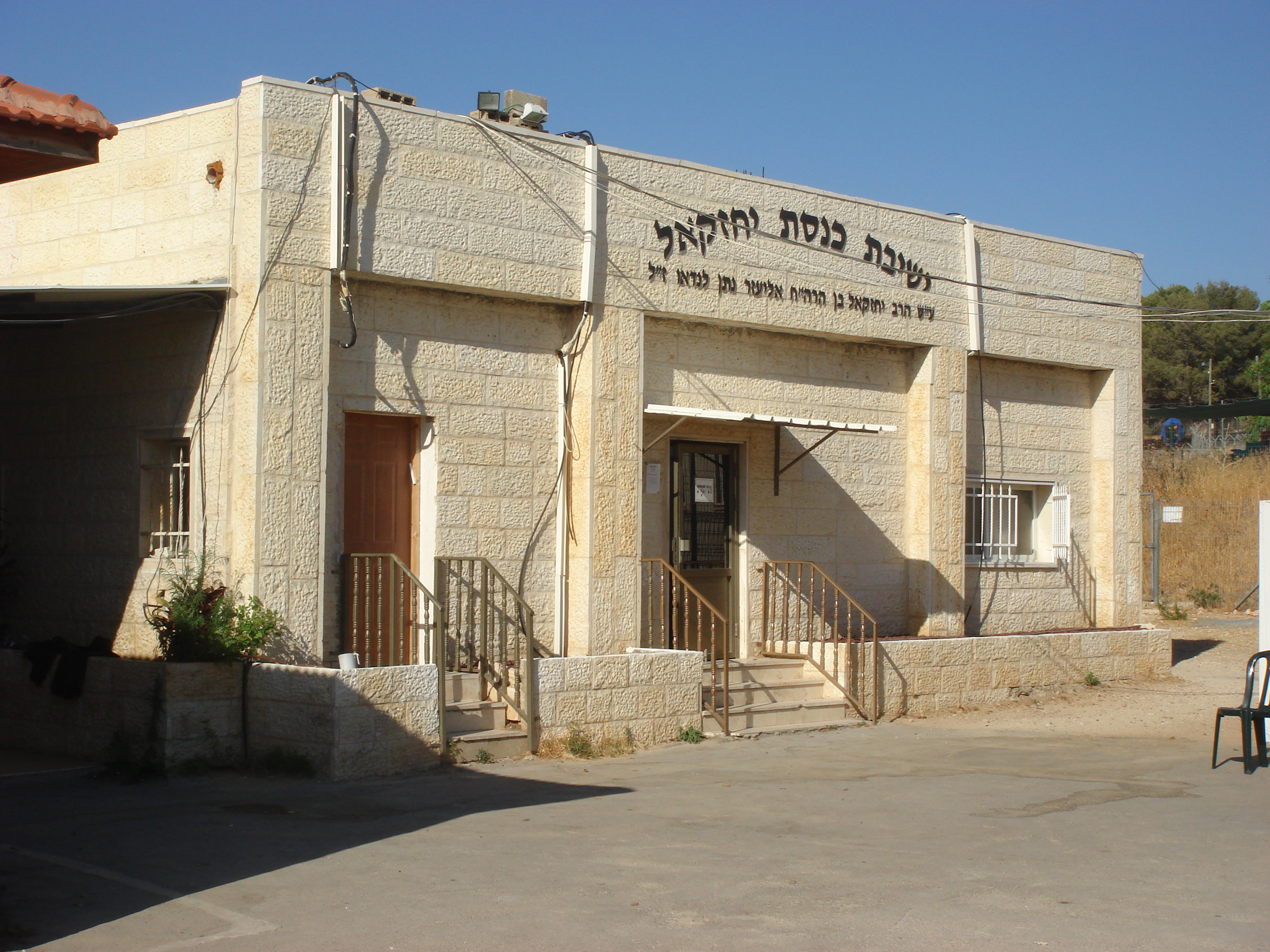
Ieșiva Knesset Yehezkel

La Elad funcționează urmatoareale iesive (instituții de învățământ religios tradițional):
- Knesset  Yehezekel (Adunarea lui Ezechiel - "lituaniană"); Tora vetifarta („Tora în splendoarea ei”, „lituaniană"); Tomhei Tmimim (Sprijin pentru incocenți) ai hasidismului Habad,  (Liubavici) ; Shaarei Tevuna (Portile Înțelepciunii); Ner Israel (Candela Israelului); Beer Hatalmud (Fântăna Talmudului);Torat Haim (Învățătura Vieții) a hasidismului Vijnița; Beer Avraham (Fântâna lui Avraam) a hasidismului Slonim; Tzanz;  Meor Yossef (Lumănătorul lui Iosif); Torat hessed (Învățătura din grația divină), Massat Hameleh (Strădania regească). Ateret Shlomo (Cununa lui Solomon) , Bnei Reuven (Fii lui Ruven)
- ieșiva - kibuț Heikhal Eliezer (Broida);
- liceul-ieșivă Reshit Hohmá (Începutul Înțelepciunii)

## Politică

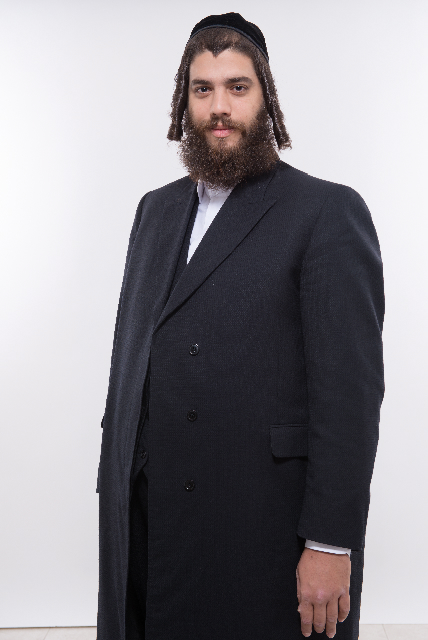
Israel Porush, primarul orașului Elad

În alegerile legislative din noiembrie 2022 85% din locuitori au votat pentru partidele iudaismului ultraortodox:50% pentru cel sefard-oriental Shas, iar 35 % pentru cel așkenaz Iudaismul unit al Torei.

## Locuri de interes istoric, cultural și turistic
- Parcul național - Khirbet Mazur - Mauzoleul Mazor  - un mausoleu roman din secolul al III-lea - la vest de șoseaua 444 - unul din puținele clădiri din epoca romană în Israelul vestic care s-au păstrat integral. Arabii îl numesc Maqam Nabi Yehiya  (Altarul lui Yehiya, adică Ioan Botezatorul) și a fost în trecut loc de cult islamic[6].

Aici se afla și urme ale satului arab Al Muzayriye.
- Pădurea Kule - plantată pe ruinele satului arab abandonat Kule, la sud de oraș. Aici se afla un monument al soldaților Diviziei israeliene Alexandroni căzuți în Războiul de Independență al Israelului
- Parcul arheologic de pe strada Shamay